# Nebria scaphelytra
Nebria scaphelytra is een keversoort uit de familie van de loopkevers (Carabidae). De wetenschappelijke naam van de soort is voor het eerst geldig gepubliceerd in 1996 door Kavanaugh & Shilenkov.